# Bautista
Bautista (Bayan ng Bautista) är en kommun i Filippinerna. Kommunen ligger på ön Luzon, och tillhör provinsen Pangasinan. Folkmängden uppgår till 27 066 invånare.

## Barangayer
Bautista är indelat i 18 barangayer.
| - Artacho - Baluyot - Cabuaan - Cacandongan - Diaz - Nandacan - Nibaliw Norte - Nibaliw Sur - Palisoc - Poblacion East - Poblacion West - Pogo - Poponto - Primicias - Ketegan - Sinabaan - Vacante - Villanueva |